# Сокол (Силистренская область)
Сокол (болг. Сокол) — село в Болгарии. Находится в Силистренской области, входит в общину Главиница. Население составляет 356 человек.

## Политическая ситуация
В местном кметстве Сокол, в состав которого входит Сокол, должность кмета (старосты) исполняет Перволета Рангелова Антонова (Болгарская социалистическая партия (БСП)) по результатам выборов правления кметства.
Кмет (мэр) общины Главиница — Насуф Махмуд Насуф (Движение за права и свободы (ДПС)) по результатам выборов в правление общины.